# Rodonit
A rodonit a szilikátásványok osztályába, az egyszeres láncú láncszilikátok (inoszilikátok) alosztályába a piroxenoid csoportba tartozó triklin ásvány. Kémiailag mangán(II)-szilikát (MnSiO3). Kovamangánnak és  pajsbergitnek is nevezik. Színe alapvetően rózsaszín, de vörös, lila, barna árnyalatokban is fellelhető. Ha nagyobb mennyiségben tartalmaz alkáli vagy alkáliföldfém szennyezést zöld és sárga színben is előfordul. Erős napsugárzás hatására levegőn megbarnul, mert mangán(IV) vegyületek képződnek, például barnakő (MnO(OH)2), illetve mangán(IV)-szilikát. Elnevezése a görög ῥόδος (rodosz), rózsás, rózsaszín szóból ered.
A rodonitban gyakran fordulnak elő más elemek, mint a vas, cink, magnézium, kalcium, nátrium. A több, mint 20% CaO-t tartalmazó változatot bustamitnak (nevét Anastasio Bustamantéról (1780–1853) kapta, aki háromszor is Mexikó elnöke lett) , a 7% ZnO-t tartalmazót pedig fowleritnek (nevét Samuel Fowlerről (1779–1844), a New Jersey-i mineralógusról, bányatulajdonosról és képviselőről kapta) nevezik.

## Előfordulása
A rodonit elsősorban a paleozoikumban (földtörténeti ókorban) keletkezett ásványos kőzetekben, kisebb mennyiségeben a mezozoikumban (földtörténeti középkorban) keletkezett üledékes kőzetekben található. Legnagyobb mennyiségben az Urál-hegységben fordul elő. Svédországban Pajsberg vidékén, Olaszországban Piemontban, Németországban a Harz-hegységben, Ausztráliában és Dél-Amerikában is jelentős lelőhelyek vannak. Észak-Amerikában, New Jersey közelében 17 centiméter hosszú kristályokra is bukkantak.
A Kárpát-medencében Kapnikon, Betléren, Csucsom környékén és Rézbányán fordul elő.

## Felhasználása
Oroszországban vázákat és dísztárgyakat készítenek belőle. A ásványgyűjtők szívesen vásárolnak különböző lelőhelyekről származó mintákat, elsősorban szín és formagazdagságuk miatt.

## Képgaléria

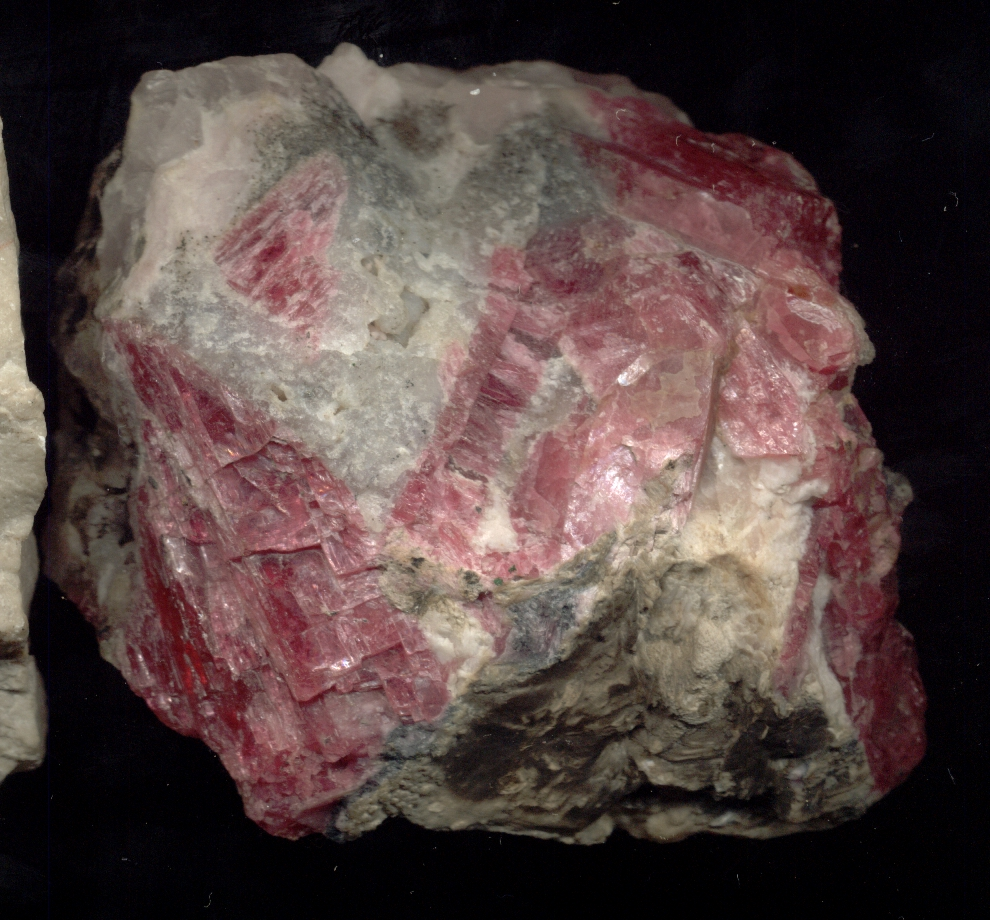
Rodonit egy brazíliai lelőhelyről
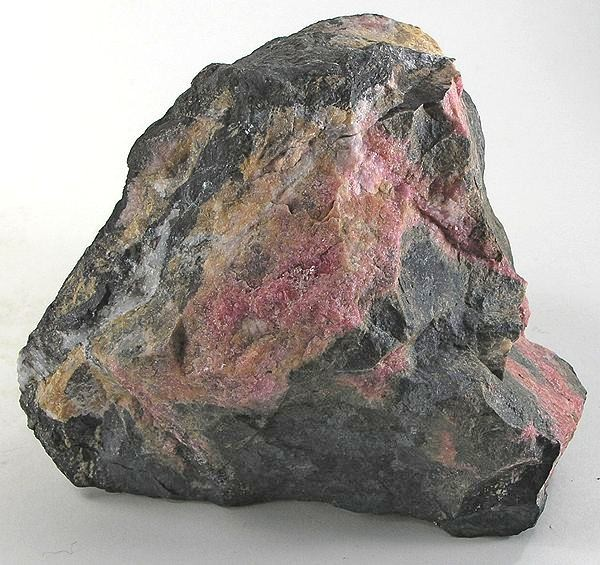
Rodonit egy ausztriai lelőhelyről
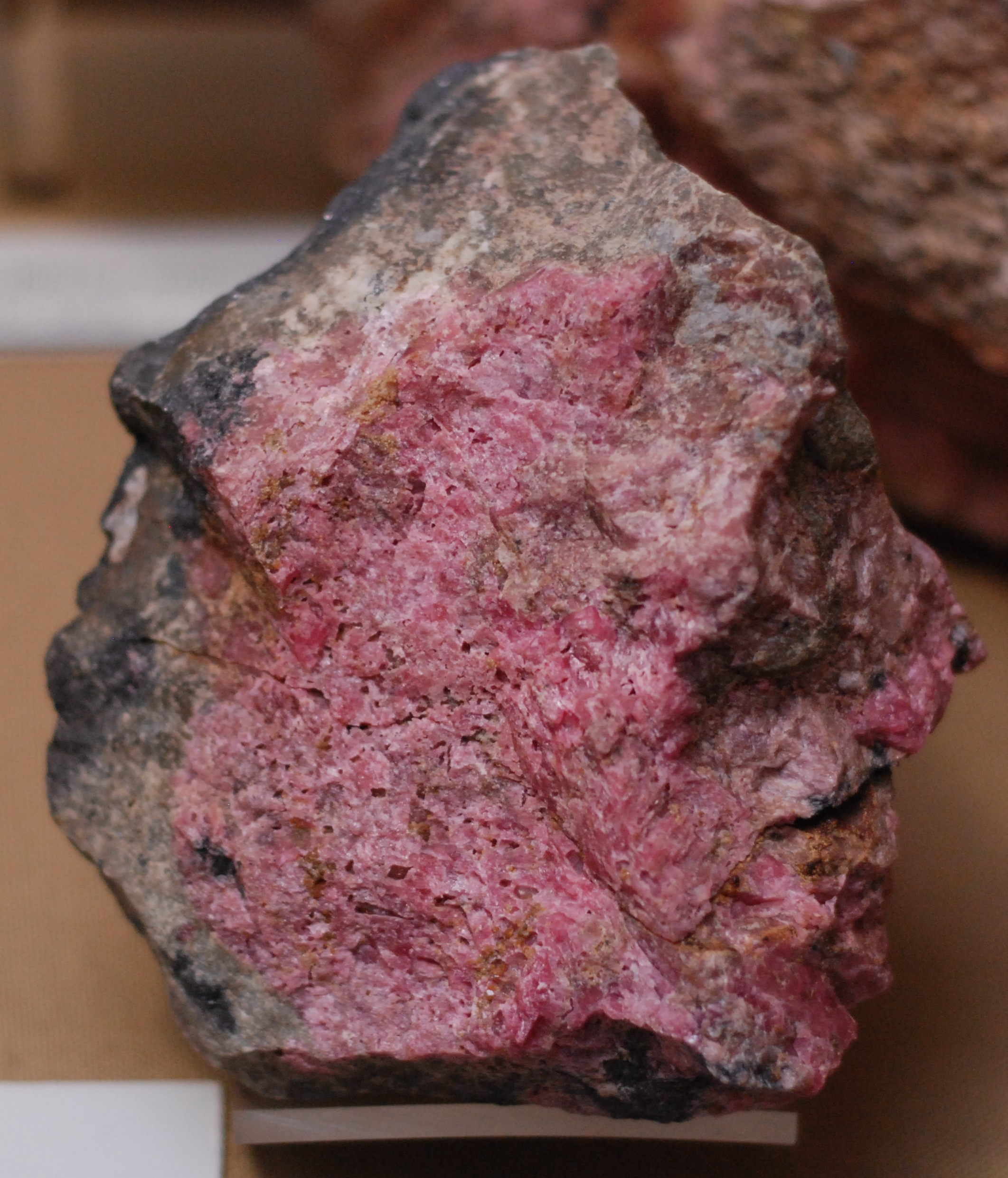
Rodonit a La Plata Múzeum (Buenos Aires) ásványtani kiállításában
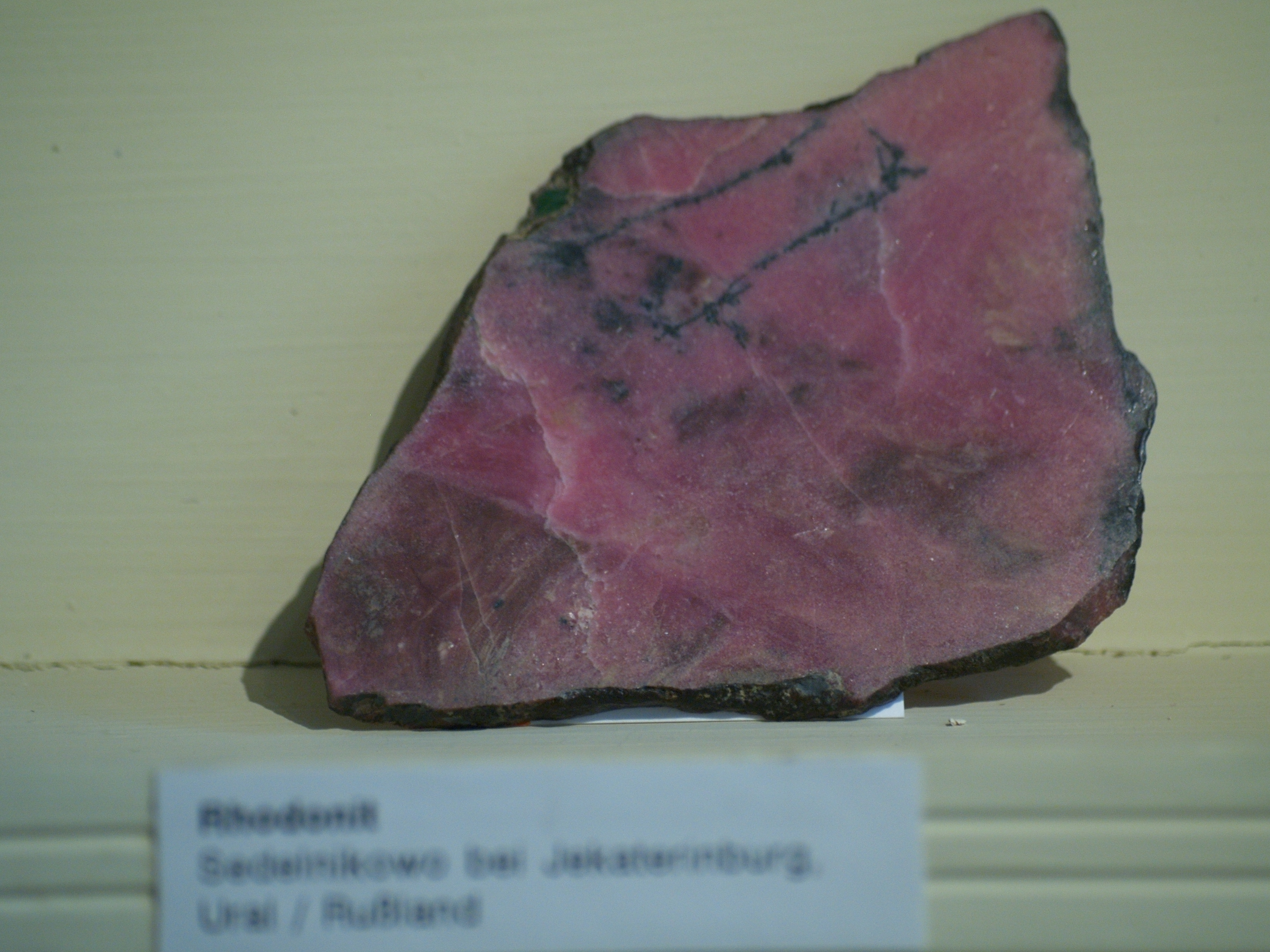
Rodonit a Berlini Természettudományi Múzeumban
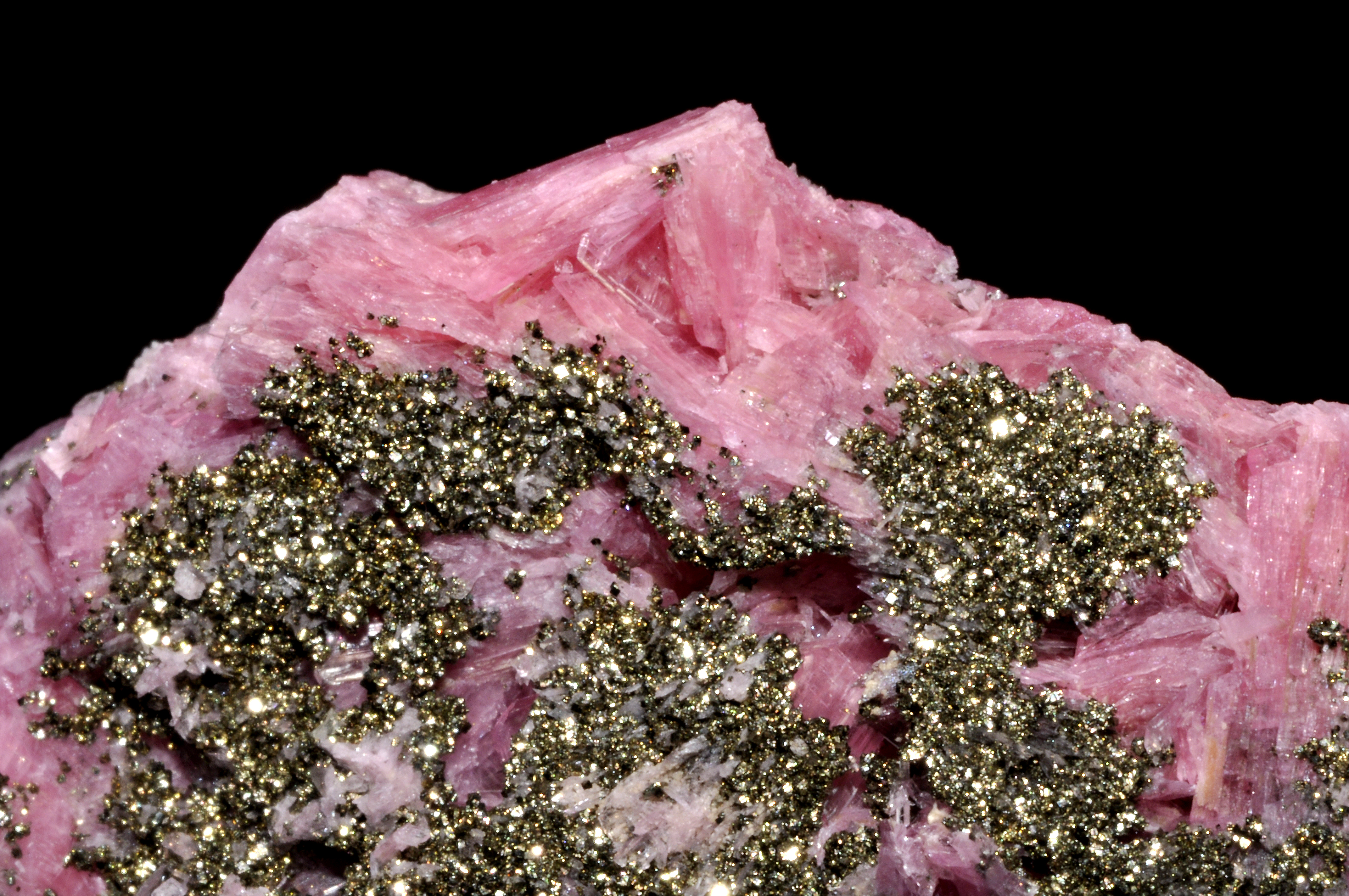
Pirit és rodonit egy perui lelőhelyről
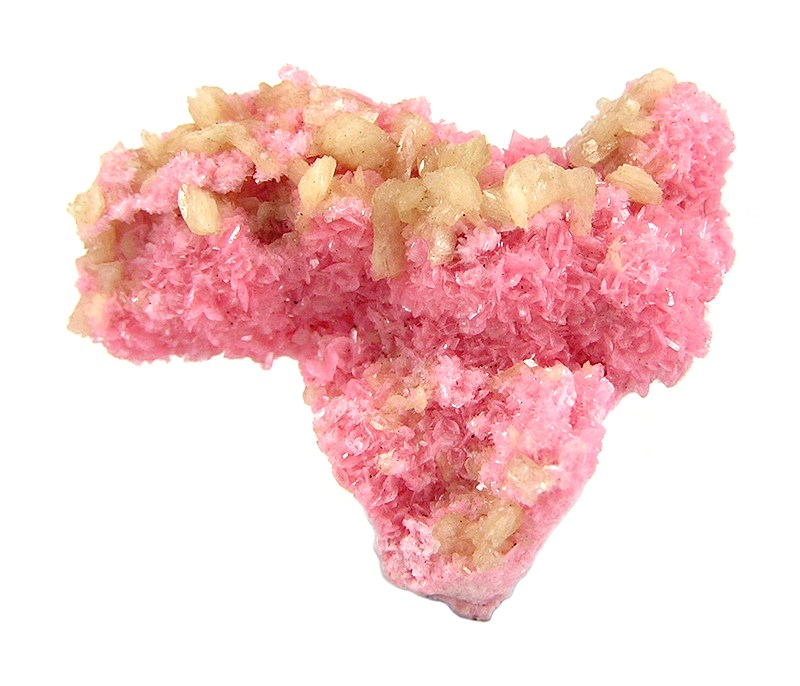
Manganaxinit és rodonit egy perui lelőhelyről
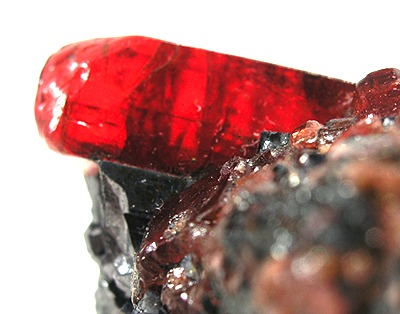
Galenit és rodonit egy ausztrál lelőhelyről
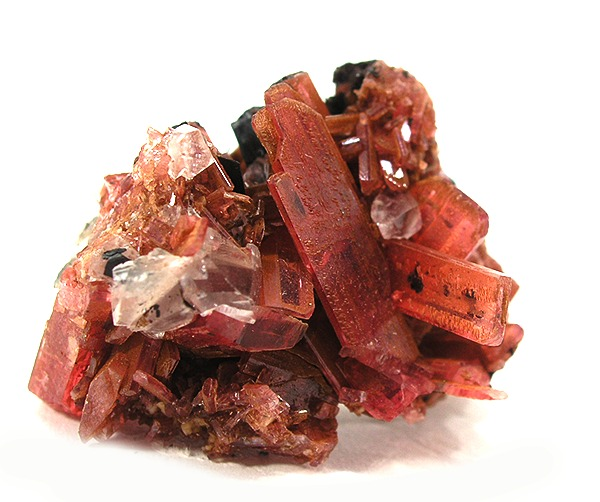
Kalcit és rodonit egy ausztráliai lelőhelyről
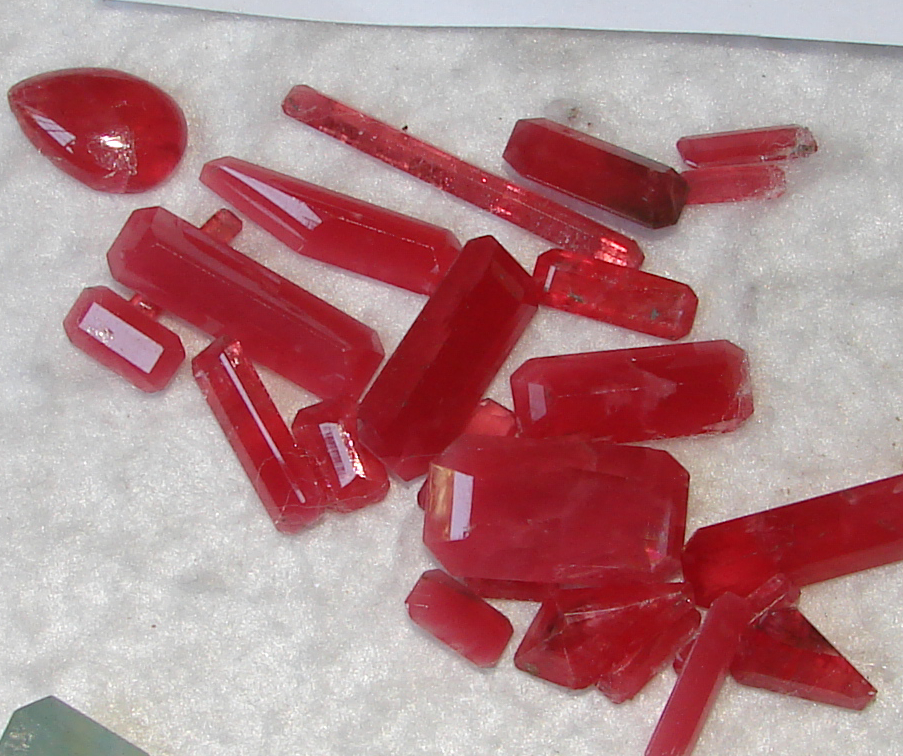
Drágakőnek csiszolt rodonit
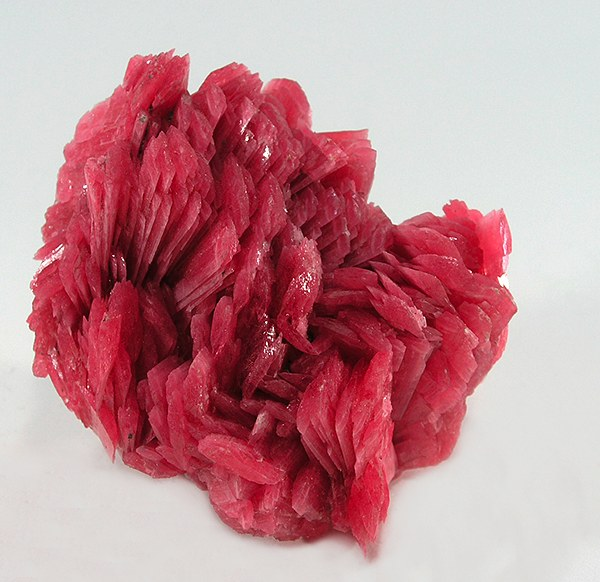
Különleges kristály egy perui bányából

## Érdekességek
- Massachusetts állam hivatalos jelképei közé tartozik.
- Gazdaságosan állítható elő belőle mangán, mégsem ez a leggyakrabban használt érce.
- Nagy tisztaságú és a vörös előfordulásait ékszerekhez féldrágakőként használják.